# Verchňa Telyčka
Verchňa Telyčka (ukrajinsky Верхня Теличка) je od roku 1923 městská čtvrť ukrajinské metropole. Nachází se na pravém břehu řeky Dněpr, jižně od centra města na jihovýchodních svazích kopce Busova.
Osada zde vznikla v poslední třetině 19. století a na mapě byla poprvé zaznamenána v roce 1885, tehdy pod názvem Telička, až v roce 1902 se objevuje toponymum Verchňa Telyčka. Ve 30. letech 20. století obyvatelstvo rostlo díky přistěhovalcům z čtvrti Osokorky, která byla zničena po záplavách v roce 1931. V roce 1936 se zde začala budovat Národní botanická zahrada.
Čtvrť je dopravně obsluhována autobusy, ale i nedalekou křižovatkou Vydubyči, kde se nachází stanice metra a příměstské železnice.